# Fairfield Park
Fairfield Park – wieś i civil parish w Anglii, w Bedfordshire, w dystrykcie (unitary authority) Central Bedfordshire.
Wieś założono na początku pierwszej dekady XXI wieku na terenie zlikwidowanego miejscowego szpitala psychiatrycznego, który zamknięto w 1999 roku. Miejscowość składa się z około 900 mieszkań budynków różnego typu i blisko 100 apartamentów zlokalizowanych w byłym szpitalu.